# アーノルドの成人
『アーノルドの成人』（アーノルドのせいじん、Arnold Comes of Age）は、アメリカ合衆国の画家グラント・ウッドが1930年に描いた絵画である。
この作品は、ウッドのアシスタントだったアーノルド・パイルの21歳の誕生日を祝って制作されたものである。ウッドにとってのアーノルドは、弟子というだけでなく深い愛情の対象だった。この作品は、田園風景のなかで前を見つめる男性（アーノルド）と、その背後で裸で水浴びをする2人の男を描いている。イタリア・ルネサンスのピエロ・デラ・フランチェスカの作品、特に『キリストの復活』を連想させる作品であり、その細部の描写から同性愛的な作品と解釈されている。

## 背景
グラント・ウッドはアイオワ州出身であり、世界恐慌中にリージョナリズムを代表する画家となっていた。この作品は、ウッドのアシスタントだったアーノルド・パイルの21歳の誕生日を祝って、1930年に制作された。自身も画家だったアーノルドは、その後1933年に中西部を描いた絵画によりアイオワ・ステート・フェアでブルーリボンを受賞し、1936年には最優秀賞を獲得した。ウッドは同性愛者であり、アーノルドに対して深い愛情を抱いていたが、アーノルドは異性愛者だった。ウッドは、他の多くのアシスタントにもそうしてきたように、アーノルドに対しても表向きには父性愛のように振る舞っていた。

## 作品
この作品には当初、『アーノルド・パイルの肖像』(Portrait of Arnold Pyle)のタイトルがつけられていた。
主題として描かれている男性（アーノルド・パイル）は、困ったような表情で前を見つめている。その右腕には蝶が止まっている。背後では、近くの川で裸で水浴びをする2人の男が描かれ、背景には田園風景が描かれている。
この作品は油彩で、プレスボードの上に描かれている。大きさは高さ67.9センチメートル、横58.0センチメートルである。

## 解釈

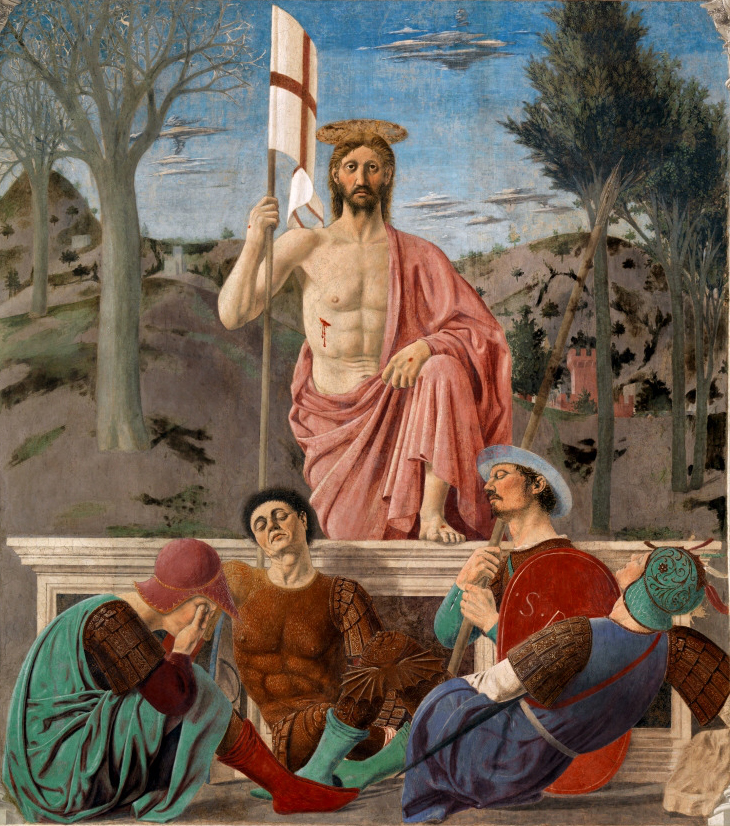
ピエロ・デラ・フランチェスカ『キリストの復活』

美術評論家のルチアーノ・チェレスは、『アメリカン・ゴシック』を始めとするウッドの多くの絵画は、イタリア・ルネサンス期の作品、特に15世紀のピエロ・デラ・フランチェスカの作品からインスピレーションを受けたものだと述べている。『アーノルドの成人』には、ピエロの『キリストの復活』といくつかの類似点があり、この作品からインスピレーションを得た可能性がある。
どちらの作品でも、中央の人物の描写は背景からはっきりと切り離され、閲覧者を真剣な眼差しで見つめている。「遠くを見つめる人物」は、ピエロの作品の典型的な要素である。また、どちらの作品も両端の木が画面を縁取っている。ピエロの作品では葉の無い木と葉が生い茂った木なのに対し、ウッドの作品では若木と老木が描かれている。チェレスは、この2本の木は2つの状態の移行、特に「生と死」を表していると述べている。チェレスは、背後で水浴びをしている2人の人物は、ピエロの『キリストの洗礼』と類似していると主張している。チェレスによれば、背後の人物は洗礼の象徴であり、一人前の大人になることを表している。
ニューアーク博物館元学芸員のユリシーズ・グラント・ディーツは、この作品はアーノルドへの「明確な愛」を示していると主張している。ディーツによれば、木、茂み、干し草の山など、2つ一組の物が多数描かれているのはアーノルドへの愛を示すものであり、奥の2人の裸の男性は、エデンの園のアダムとエバを表すものである。"AP"（アーノルド・パイルのイニシャル）と刻まれたベルトのバックルの横に、ウッドは自分のサインを入れており、これは2人の名前を永遠に結び付けるためだろうとディーツは述べている。アーノルドの腕に蝶が止まっているが、当時、蝶はゲイのシンボルとされていた。この作品は同性愛的な作品と考えられており、批評家のフェイ・ハーシュは、この作品の解釈により、最小限の証拠だけでウッドの生涯について主張することも可能であると述べている。

## 来歴
完成後、ウッドはこの作品を1930年のアイオワ・ステート・フェア・アートサロンに出品した。ウッドは既にアメリカ画壇において地位を確立しており、パリの画廊にも出品していた。しかし、リージョナリストとして芸術運動を推進していたウッドは、この作品やその他の作品を地元の展覧会に出品することにした。この作品は大賞を受賞し、一緒に出品した『アイオワ州ストーンシティ』(Stone City, Iowa)は風景画部門で賞を獲得した。
この作品および『アイオワ州ストーンシティ』は、ウッドのパトロンのデイヴィッド・ターナーの父を描いた『開拓者ジョン・B・ターナー』(John B. Turner, Pioneer)とともに、1940年のネブラスカ・ショーに展示された。これらの作品はいずれも、300から400ドルで売りに出された。ネブラスカ美術協会がこの作品を300ドルで購入し、『アイオワ州ストーンシティ』はオマハのジョスリン美術館が購入した。この作品は、ネブラスカ美術協会が恒久的に保有する作品の中で最も価値のある作品となり、現在はリンカーンのシェルドン美術館に展示されている。
作品の完成の約10年後から、変色、広範囲のクラクリュール、ニスの消失など、劣化が激しくなり、その後、この作品は長らく展示されなくなっていた。シェルドン美術館のドナルド・バートレット・ドウによれば、背後で水浴びする人物はほとんど見えなくなっていた。1985年までに修復が行われた。